# Oktober 2000
Portal Geschichte | Portal Biografien | Aktuelle Ereignisse | Jahreskalender | Tagesartikel

◄ |
19. Jahrhundert |
20. Jahrhundert
| 21. Jahrhundert

◄ |
1970er |
1980er |
1990er |
2000er
| 2010er | 2020er | 2030er | ►

◄ |
1996 |
1997 |
1998 |
1999 |
2000
| 2001 | 2002 | 2003 | 2004 | ►

◄ |
Juli 2000 |
August 2000 |
September 2000 |
Oktober 2000 |
November 2000 |
Dezember 2000 |
Januar 2001 |
►
Dieser Artikel behandelt tagesbezogene Nachrichten und Ereignisse im Oktober 2000.

## Tagesgeschehen

### Sonntag, 1. Oktober 2000

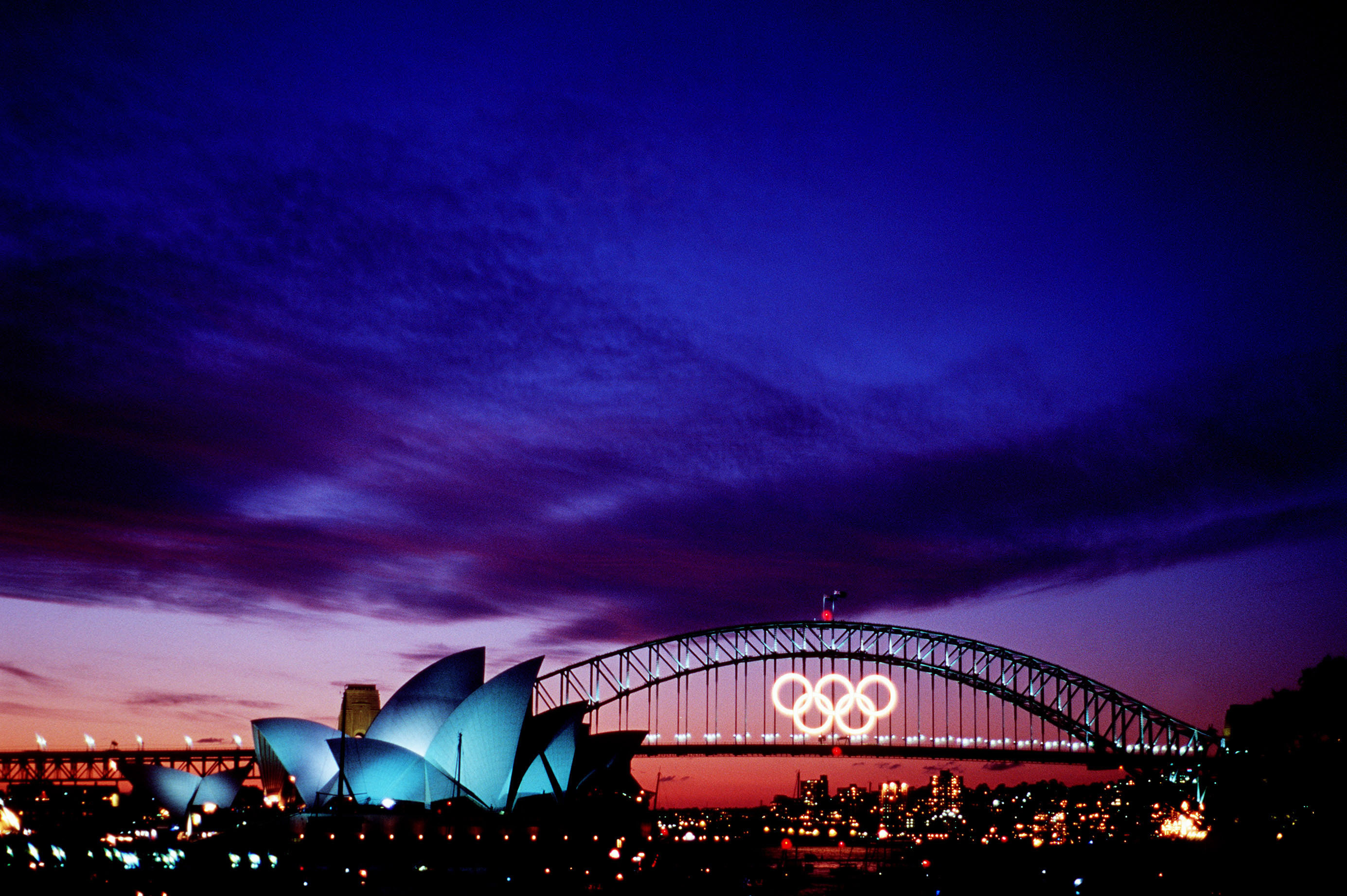
Ende der Olympischen Sommerspiele

- Sydney/Australien: Die Olympischen Sommerspiele enden mit der traditionellen Abschlussfeier. Die erfolgreichste Nation sind die Vereinigten Staaten mit 94 Medaillen. 56 Medaillen gehen nach Deutschland, neun in die Schweiz, drei nach Österreich.[1][2]
- Essen/Deutschland: Die Elektrizitätskonzerne RWE und Vereinigte Elektrizitätswerke Westfalen fusionieren zur neuen RWE AG.[3]

### Montag, 2. Oktober 2000
- Düsseldorf/Deutschland: Ein Brandanschlag trifft die Neue Synagoge. Die mediale und politische Öffentlichkeit vermuten einen Bezug zum Tag der Deutschen Einheit.[4]
- London/Vereinigtes Königreich: Der Human Rights Act (deutsch Menschenrechtsgesetz) für das gesamte Königreich tritt in Kraft, damit stehen den Staatsbürgern des Königreichs alle Rechte der Europäischen Menschenrechtskonvention zu.[5]

### Dienstag, 3. Oktober 2000
- Dresden/Deutschland: In seiner Rede anlässlich des 10. Jahrestags der Deutschen Einheit betont Bundespräsident Johannes Rau, „wirklich niemand“ könne sich „die alte DDR zurückwünschen“. Er spielt damit auf das Phänomen Ostalgie sowie aktuelle Politikverdrossenheit im Osten Deutschlands an.[6]
- Dresden/Deutschland: Nach dem Brandanschlag auf die Neue Synagoge in Düsseldorf in der Nacht zum 3. Oktober gehen die meisten Medien von rechtsextremen Tätern aus. In der Nacht gab es mehrere Übergriffe auf jüdische Einrichtungen oder Einrichtungen mit Bezug zum Judentum, z. B. auf die Gedenkstätte Buchenwald im ehemaligen KZ Buchenwald bei Weimar. Der Vorsitzende des Zentralrats der Juden Paul Spiegel äußert Skepsis, ob es „richtig war und ist, jüdische Gemeinden in Deutschland […] aufzubauen“.[7]
- Luxemburg/Luxemburg: Im SIMAP-Urteil stellt der Europäische Gerichtshof fest, dass die Bereitschaftsdienste spanischer Ärzte keine Ruhezeit, sondern Arbeitszeit sind. Das Urteil wirkt sich EU-weit auf die Personalpläne von Krankenhäusern aus.[8]
- Taipeh/Taiwan: Tang Fei tritt als Premierminister zurück.
- Neu-Delhi/Indien: Beim Staatsbesuch des russischen Präsidenten Wladimir Putin in Indien wird die Erklärung zur strategischen Partnerschaft zwischen den beiden Ländern unterzeichnet.[9]

### Mittwoch, 4. Oktober 2000
- Düsseldorf/Deutschland: Am zweiten Tag nach dem Brandanschlag auf die Neue Synagoge in Düsseldorf fordert Bundeskanzler Gerhard Schröder zu einem „Aufstand der Anständigen“ gegen Rechtsextremismus und Antisemitismus auf. Der jüdische Historiker Michael Wolffsohn gibt zu Bedenken, dass ein Aufstand „alles andere als eine legitime Handlung“ sei. Er ziehe eine mächtige staatliche Exekutive vor.[10]
- Sarasota/Vereinigte Staaten: Der Tropische Sturm Leslie trifft auf das amerikanische Festland und sorgt vor allem in Florida für große Überschwemmungen.

### Donnerstag, 5. Oktober 2000
- Jugoslawien: Friedliche Massenproteste.
- Boxberg/O.L./Deutschland: Der Block Q des Kraftwerk Boxberg geht offiziell in Betrieb.[11]
- Hannover/Deutschland: Bei Umbauarbeiten entsteht in einem Gebäude der Gilde-Brauerei ein Großbrand. Das Feuer sowie ausgelöste Explosionen verursachen einen Schaden in Millionenhöhe.

### Freitag, 6. Oktober 2000
- Frankfurt am Main/Deutschland: Die Europäische Zentralbank hebt den Leitzins um 0,25 Prozentpunkte auf 4,75 % an. Der Zinserhöhungszyklus dauert seit der Dritten Stufe der Europäischen Wirtschafts- und Währungsunion im Januar 1999 an, damals lag der Zinssatz bei 3,0 %.[12]
- Reynosa/Mexiko: Die Douglas DC-9 des Aeroméxico-Flug 250 schießt über das Ende der Landebahn des Flughafen Reynosa hinaus. In der angrenzenden Wohnsiedlung werden 4 Anwohner durch den Unfall getötet.

### Samstag, 7. Oktober 2000
- Belgrad/Jugoslawien: Vojislav Koštunica wird neuer Präsident.[13]
- Luxemburg/Luxemburg: Großherzog Henri von Luxemburg und Nassau wird Staatsoberhaupt.

### Sonntag, 8. Oktober 2000
- Nepal: Dem slowenischen Extremskifahrer Davo Karničar gelingt als erstem Menschen die vollständige Abfahrt vom Mount Everest.
- Suzuka/Japan: Der Deutsche Michael Schumacher gewinnt im Ferrari F1-2000 den Großen Preis von Japan. Damit steht er vor dem letzten Rennen als Sieger der Formel-1-Weltmeisterschaft fest und kann seinen dritten WM-Titel nach 1994 und 1995 feiern.
- Warschau/Polen: Die teilnehmenden Wahlberechtigten bestätigen unter zwölf Kandidaten den Amtsinhaber Aleksander Kwaśniewski vom Bund der Demokratischen Linken als Staatspräsident.[14]
- Litauen: Die sozialdemokratische Lietuvos socialdemokratų partija wird bei der Parlamentswahl in Litauen stärkste Kraft.
- Gulu/Uganda: Beginn eines Ebola-Ausbruchs in der Region. In den folgenden drei Monaten erkranken 425 Personen an der vom Ebolavirus verursachten Krankheit, 224 von ihnen überleben die Erkrankung nicht.[15]

### Montag, 9. Oktober 2000
- Stockholm/Schweden: Den Nobelpreis für Physiologie oder Medizin werden in diesem Jahr der Schwede Arvid Carlsson, der Amerikaner Paul Greengard sowie sein 1929 in Österreich geborener Landsmann Eric Kandel „für ihre Entdeckungen zur Signalübertragung im Nervensystem“ erhalten.[16]

### Dienstag, 10. Oktober 2000
- Genf/Schweiz: Der Oman wird in die Welthandelsorganisation WTO aufgenommen.
- Sri Jayewardenepura/Sri Lanka: Bei der Parlamentswahl verfehlt das Regierungsbündnis People’s Alliance (PA) die parlamentarische Mehrheit, bleibt jedoch mit circa 45 % der Wählerstimmen stärkste politische Kraft. Die führende Partei in der PA, die Freiheitspartei von Präsidentin Chandrika Kumaratunga, muss nun neue Koalitionspartner finden.[17]
- Stockholm/Schweden: Der Amerikaner Alan J. Heeger, der Neuseeländer Alan MacDiarmid sowie der Japaner Hideki Shirakawa werden in diesem Jahr den Nobelpreis für Chemie erhalten. Die Stiftung ehrt ihre Arbeiten in der Erforschung makromolekularer Substanzen. Der Nobelpreis für Physik wird in diesem Jahr an den Russen Schores Iwanowitsch Alfjorow, den Deutschen Herbert Kroemer und den Amerikaner Jack Kilby für ihre technischen Weiterentwicklungen im Bereich Elektronik verliehen.[18][19]

### Mittwoch, 11. Oktober 2000
- Stockholm/Schweden: Die Amerikaner James Heckman und Daniel McFadden werden in diesem Jahr den Alfred-Nobel-Gedächtnispreis für Wirtschaftswissenschaften erhalten.[20]
- Kennedy Space Center/Vereinigte Staaten: Die Raumfähre Discovery startet mit der Mission STS-92 zur Internationale Raumstation. Der Flug ist die 100. Space-Shuttle-Mission und der 28. Flug der Raumfähre Discovery sowie der fünfte Flug eines Shuttles zur Internationalen Raumstation.

### Donnerstag, 12. Oktober 2000

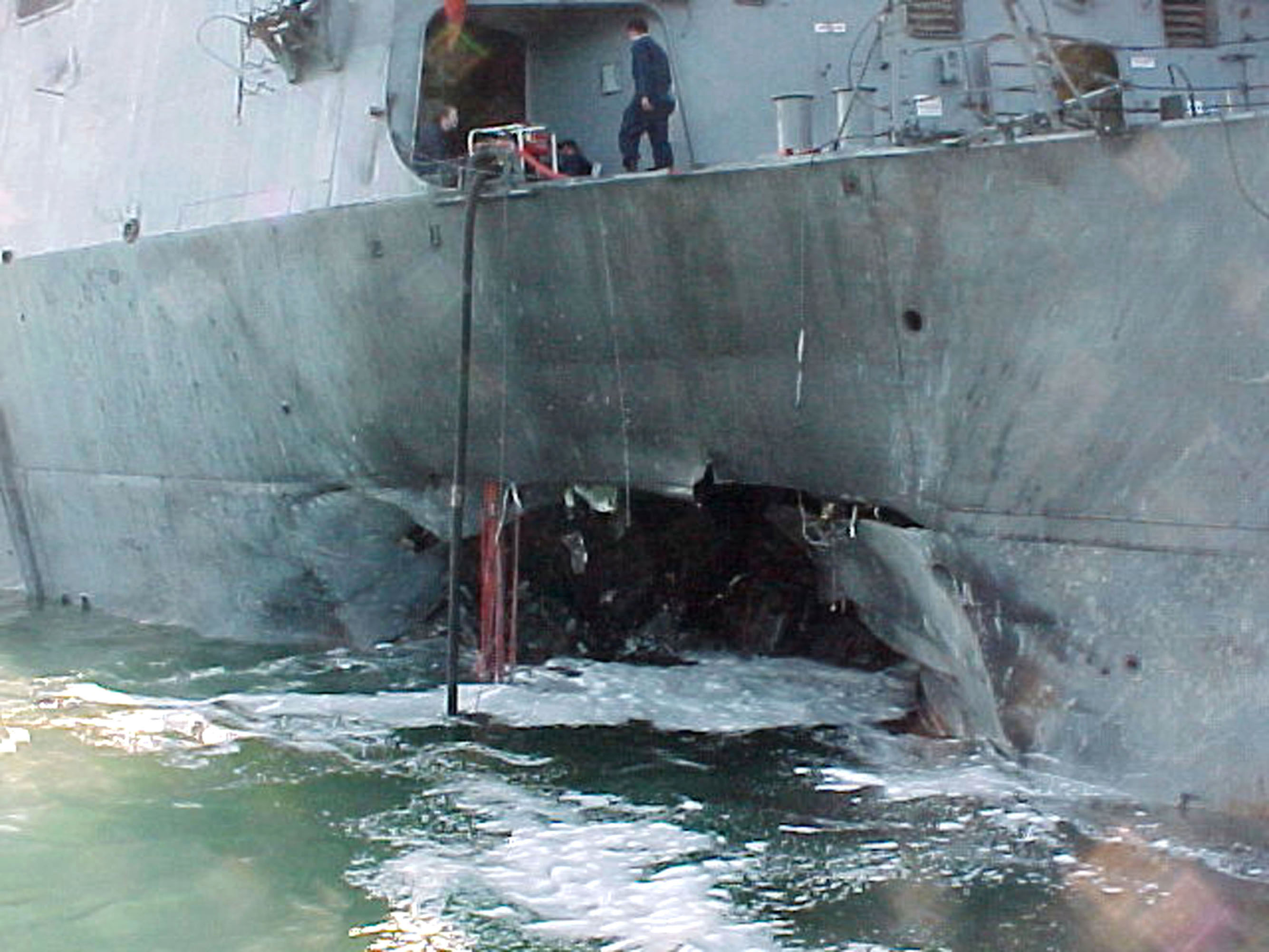
Bordwand der
USS Cole

- Aden/Jemen: Zwei Attentäter steuern ein mit Sprengstoff geladenes Speedboat gegen die Bordwand des Zerstörers Cole und führen den Tod von 17 Soldaten der Marine der Vereinigten Staaten herbei, 39 weitere Soldaten werden verletzt.[21]
- Stockholm/Schweden: Der 1940 in China geborene Franzose Gao Xingjian erhält in diesem Jahr den Nobelpreis für Literatur. Eines seiner bekanntesten Werke ist Der Berg der Seele.[22]
- East Sussex/Vereinigtes Königreich: Starke Regenfälle führen in der Region zu Überschwemmungen und Hochwasser.[23]

### Freitag, 13. Oktober 2000
- Oslo/Norwegen: Der Südkoreaner Kim Dae-jung wird den diesjährigen Friedensnobelpreis erhalten. Das Komitee will den seit Februar 1998 amtierenden Präsidenten Südkoreas u. a. für sein Entgegenkommen gegenüber der nordkoreanischen Führung auszeichnen.[24]
- Osnabrück/Deutschland: Die Deutsche Stiftung Friedensforschung wird von der Bundesregierung eingerichtet.
- Foča/Bosnien und Herzegowina: Der durch einen Haftbefehl des Internationalen Strafgerichtshofs für das ehemalige Jugoslawien gesuchte Kriegsverbrecher Janko Janjić sprengt sich bei seiner Verhaftung in die Luft. Vier deutsche Soldaten des Kommando Spezialkräfte werden bei dem Einsatz verletzt.[25]

### Samstag, 14. Oktober 2000
- Kailua-Kona/Vereinigte Staaten: Natascha Badmann aus der Schweiz gewinnt zum zweiten Mal nach 1998 die Konkurrenz der Damen beim Triathlon-Wettbewerb Ironman Hawaii. Bei den Herren gewinnt Peter Reid aus Kanada.[26][27]
- Köln/Deutschland: Der ukrainische Boxer Wladimir Klitschko wird Weltmeister im Schwergewicht der World Boxing Organization durch einen Sieg gegen Titelträger Chris Byrd aus den Vereinigten Staaten nach Punkturteil.[28][29]
- Gondo/Schweiz: Bei einem Erdrutsch wird ein Teil des Dorfs zerstört, 13 Menschen kommen dabei ums Leben.

### Sonntag, 15. Oktober 2000
- Graz/Österreich: Bei der Wahl zum Landtag der Steiermark legt die ÖVP kräftig zu und kommt mit einem Stimmenanteil von 47,29 % in die Nähe der absoluten Mehrheit. Die SPÖ verliert erneut Wähler und notiert unter 33 %. Die FPÖ büßt drei Mandate ein, die Grünen gewinnen eines hinzu, die Liberalen müssen das Parlament verlassen.[30]
- Lugano/Schweiz: Sechs Monate nach dem Rücktritt der Parteipräsidentin der Sozialdemokratischen Partei (SP) Ursula Koch wählen die Delegierten des SP-Parteitags Christiane Brunner zur neuen Präsidentin.[31]

### Montag, 16. Oktober 2000
- Hillsboro/Vereinigte Staaten: Der Gouverneur des Bundesstaates Missouri Mel Carnahan kommt bei einem Flugzeugabsturz während seiner Wahlkampftour ums Leben.
- Dortmund/Deutschland: Grundsteinlegung für das Konzerthaus Dortmund.

### Mittwoch, 18. Oktober 2000
- Bern/Schweiz: Bundespräsident Adolf Ogi von der SVP erklärt seinen Rücktritt aus dem Bundesrat zum Ende des Jahres. Er nennt keine konkreten Gründe.[32]

### Samstag, 21. Oktober 2000
- Wien/Österreich: Bei der ersten Verleihung des Nestroy-Theaterpreises werden Birgit Doll als beste Schauspielerin und Gert Voss als bester Schauspieler ausgezeichnet.

### Sonntag, 22. Oktober 2000

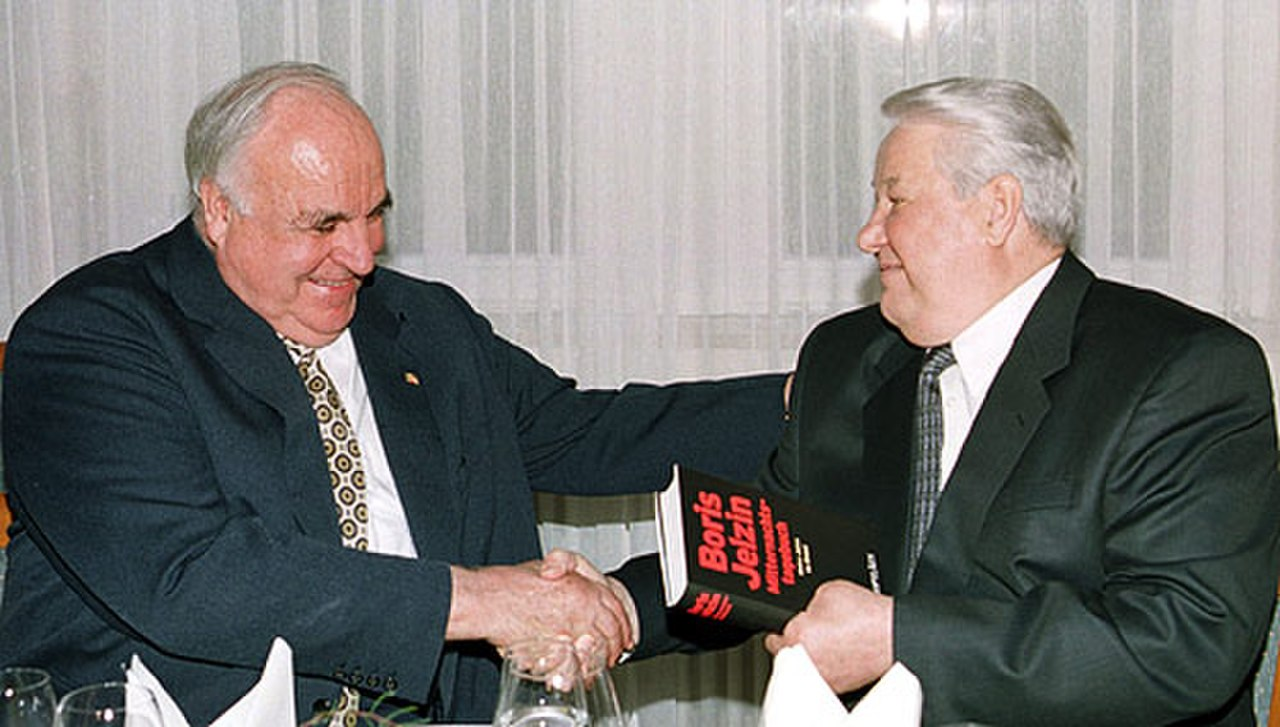
Buchmesse: Helmut Kohl und Boris Jelzin

- Abidjan/Elfenbeinküste: Die Präsidentschaftswahlen finden statt.
- Frankfurt am Main/Deutschland: Die algerische Schriftstellerin Assia Djebar erhält auf der Frankfurter Buchmesse den Friedenspreis des Deutschen Buchhandels.[33]

### Montag, 23. Oktober 2000
- Trincomalee/Sri Lanka: Bei einem Angriff der Liberation Tigers of Tamil Eelam auf den Hafen der Stadt sterben sechs Personen sowie 18 der Angreifer. Bei dem Angriff wird ein Schiff der Streitkräfte Sri Lankas versenkt.[34]

### Dienstag, 24. Oktober 2000
- Entebbe/Uganda: Eine Cessna 210, besetzt mit fünf Angehörigen der deutschen Botschaft, aus stürzt in den Victoriasee, alle Personen kommen bei dem Absturz ums Leben.[35]

### Donnerstag, 26. Oktober 2000
- Abidjan/Elfenbeinküste: Laurent Gbagbo wird Staatspräsident.
- Belgrad/Jugoslawien: Die Bundesrepublik Jugoslawien wird in den Stabilitätspakt für Südosteuropa aufgenommen.
- New York/Vereinigte Staaten: Der Außenwert des Euros erreicht mit 0,8252 US-Dollar sein bisheriges Allzeittief gegenüber dem US-Dollar.[36]

### Freitag, 27. Oktober 2000
- Dresden/Deutschland: Baubeginn für den Coschützer Tunnel an der Bundesautobahn 17.

### Samstag, 28. Oktober 2000
- Darmstadt/Deutschland: Die Deutsche Akademie für Sprache und Dichtung verleiht den Georg-Büchner-Preis an den Deutschen Volker Braun.[37]

### Sonntag, 29. Oktober 2000
- Bischkek/Kirgisistan: Askar Akajew wird bei den Präsidentschaftswahlen als Staatspräsident bestätigt.

### Montag, 30. Oktober 2000
- Casquets, Kanalinseln: Der Chemikalientanker Ievoli Sun sinkt im Ärmelkanal in der Nähe der Felsengruppe Casquets mit 4.000 t Styrol, 1.000 t Butanon sowie 1.000 t 2-Propanol an Bord.[38]
- Nord-, Westeuropa: Der Orkan Oratia verursacht in Nord- und Westeuropa Millionenschäden. Auf Großbritannien, das am stärksten betroffen ist, sterben fünf Personen. In Frankreich gibt es drei Tote.[39]

### Dienstag, 31. Oktober 2000

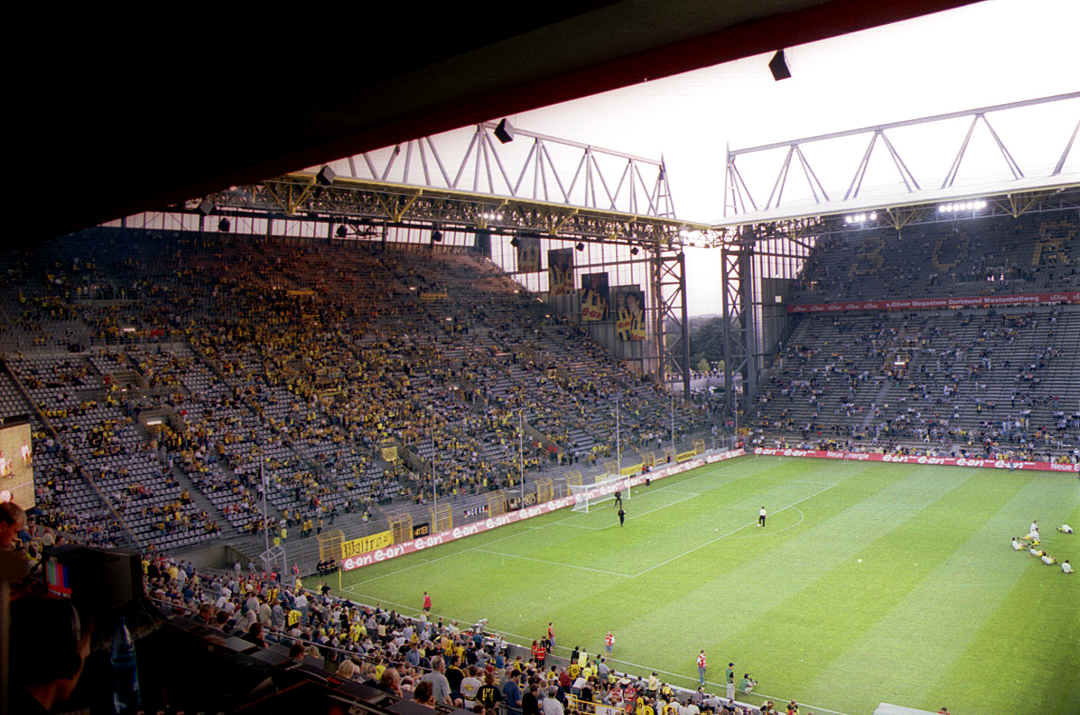
Westfalenstadion, Spielstätte des BV Borussia 09 Dortmund

- Baikonur/Kasachstan: Die erste Langzeitbesatzung der im Bau befindlichen Internationalen Raumstation startet in der Mission Sojus TM-31 an Bord eines Raumschiffs vom Typ Sojus in den Erdorbit.
- Frankfurt am Main/Deutschland: Am ersten Handelstag der Borussia Dortmund GmbH & Co. KGaA an der Börse Frankfurt notiert die Einzelaktie des Unternehmens bei 11,00 Euro. Die Gesellschaft ist eine Auslagerung des eingetragenen Vereins Borussia Dortmund und soll Kapital für die Fußball-Lizenzspielerabteilung einsammeln.[40]
- Hannover/Deutschland: Die Weltausstellung Expo geht zu Ende. Der Bund kompensiert aus Steuermitteln den Fehlbetrag von etwa 2 Milliarden D-Mark. Die Expo ging auf eine Initiative der Deutschen Messe AG Hannover zurück.[41]
- Honolulu/Vereinigte Staaten: Die Langstreckenschwimmerin Peggy Büchse gewinnt bei der 1. Freiwasser-WM den Wettbewerb über 5 km der Frauen und erringt damit den ersten WM-Erfolg für Deutschland in einer Langdistanz.[42]
- Taoyuan/Taiwan: Beim Start vom Flughafen Taiwan Taoyuan verunglückt eine Boeing 747 der Singapore Airlines, nachdem sie irrtümlich auf eine gesperrte und wegen Bauarbeiten verkürzte Landebahn geriet. Beim Startversuch kommen 83 der 179 Insassen ums Leben.[43]

## Weblinks

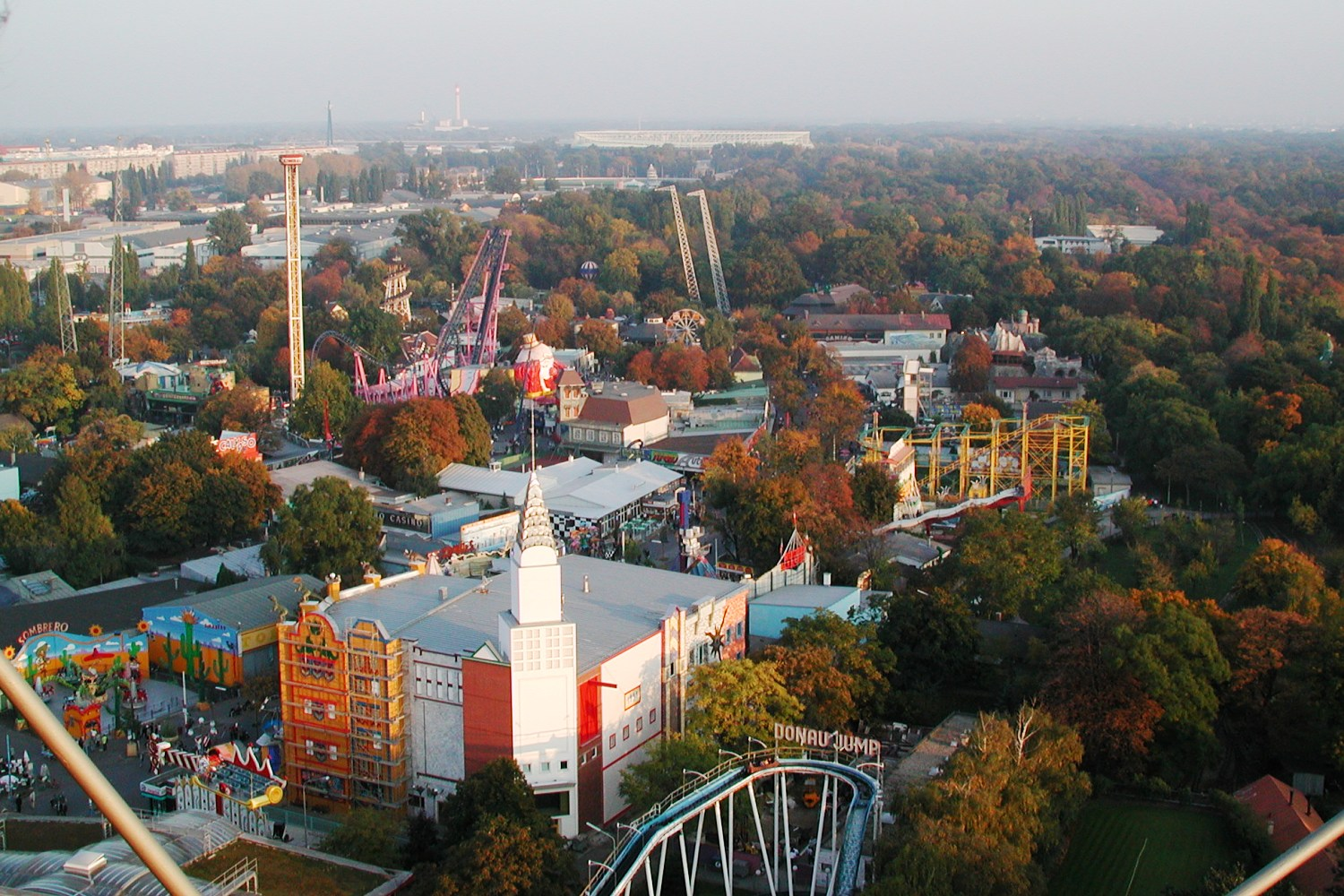
Wien im Oktober 2000